# Chibougamau
Chibougamau – miasto w Kanadzie, w prowincji Quebec. Stolica i największe miasto regionu Nord-du-Québec.

## Historia
Pierwsza oficjalna eksploracja okolic dzisiejszego miasta miała miejsce w roku 1870. James Richardson z Kanadyjskiej Komisji Geologicznej (Commission géologique du Canada) odkrył oznaki występowania minerałów w okolicach Paint Mountain koło jeziora Chibougamau. Dalsze badania potwierdziły ich obecność, ale dopiero w 1904 roku, z inicjatywy Petera McKenzie i francuskiego inżyniera Josepha Obalskiego rozpoczęła się eksploatacja surowców. W latach trzydziestych dwudziestego wieku Chibougamau stało się obiektem bardzo intensywnych poszukiwań złóż, a społeczność górników, handlarzy, badaczy czy geologów żyją tam poza obszarem działania jakiegokolwiek prawa czy policji. Dopiero na początku lat pięćdziesiątych pojawiły się drogi umożliwiające transport minerałów przez Abitibi i Saguenay. W 1952 roku został ustanowiony "magistrat wsi Chibougamau" (municipalité du village de Chibougamau). Wieś otrzymała status miasta 1 września 1954 roku.

## Demografia
Liczba mieszkańców Chibougamau wynosi 7563. Język francuski jest językiem ojczystym dla 96,7%, angielski dla 1,9% mieszkańców (2006).